# Parisia unguis
Parisia unguis is een garnalensoort uit de familie van de Atyidae. De wetenschappelijke naam van de soort is voor het eerst geldig gepubliceerd in 1964 door W.D. Williams.